# Nyctibora noctivaga
Nyctibora noctivaga är en kackerlacksart som beskrevs av Rehn, J. A. G. 1902. Nyctibora noctivaga ingår i släktet Nyctibora och familjen småkackerlackor. Inga underarter finns listade i Catalogue of Life.